# Round Island, Skottland
Round Island är en obebodd ö i Mochrum Loch i Dumfries and Galloway, Skottland. Ön är belägen 17 km från Newton Stewart.